# Ian Burton
Ian Burton (Derby, 24 de junio de 1935) es un geógrafo y científico ambiental británico-canadiense.

## Biografía
Licenciado y máster en artes por la Universidad de Birmingham, alcanzó el doctorado en Geografía en la Universidad de Chicago en 1962. Ha sido profesor en Queen's University en Kingston, Canadá y en la Universidad de Toronto, donde ha estado vinculado en distintos puestos académicos desde 1966 a 1990 y en donde en la actualidad (2020), es profesor emérito. Ha impartido también clases en la Facultad de Ciencias Ambientales de la Universidad de East Anglia y la Universidad de Indiana, entre otras. Ha ocupado también la dirección del Instituto de Medio Ambiente de Canadá y del Canada Climate Center dependiente del Environment Canada (1990-1994). Como consultor, ha trabajado para empresas privadas como la Fundación Ford e instituciones internacionales como la UNESCO, la Organización Mundial para la Salud o el Programa de las Naciones Unidas para el Medio Ambiente.
Autor de más de un centenar de artículos en publicaciones científicas de prestigio y una decena de libros, las investigaciones que ha realizado se han centrado sobre peligros ambientales naturales y la evaluación de los riesgos. Sus trabajos sobre desastres naturales le llevaron a ser pionero a la hora de promover el concepto de «adaptación» para hacer frente a los efectos del cambio climático. Abrió así una nueva área de investigación para definir las mejores estrategias de adaptación en infraestructuras, urbanismo, agricultura y arquitectura, entre otros ámbitos, y que deben ir en paralelo a los esfuerzos para mitigar el cambio climático reduciendo las emisiones de gases de efecto invernadero. A mediados de los años 90, el Panel Intergubernamental sobre el Cambio Climático (IPCC) ya incluyó la adaptación como ámbito de estudio de uno de sus Grupos de Trabajo. En 2020 fue galardonado con el Premio Fundación BBVA Fronteras del Conocimiento en Cambio Climático, junto a Neil Adger y Karen O’Brien «por cambiar el paradigma de la actuación frente al cambio climático, previamente limitada a la mitigación de emisiones de gases de efecto invernadero, al incorporar el concepto de adaptación a los impactos inevitables».